# アゼルバイジャン共和国軍
アゼルバイジャン共和国軍（アゼルバイジャンきょうわこくぐん、アゼルバイジャン語: Azərbaycan Silahlı Qüvvələri, 英語: Armed Forces of Azerbaijan）は、アゼルバイジャン共和国の国軍。総員12万6,000人である。約60万人の動員能力を有する。軍事費は、27億3,000万米ドル（2018年時点）、対GNP比は5.4%（2018年時点）。
アゼルバイジャンの軍事建設は、軍事ドクトリンに従い規定されることになっているが、今に至るまでミリー・メジリス（国民議会）により承認されていない。トルコ軍の援助の下、逐次NATO標準に移行しつつある。

## 歴史
アゼルバイジャン人の武装集団は長らくソビエト連邦軍の一部であったが、ソ連崩壊後のナゴルノ・カラバフ戦争の時に、現地の自警団に基づき武装部隊が出現した。1991年10月9日に正規軍の創設が決定されたが、実現したの1993年末になってからだった。
1998年5月22日、大統領令により、6月26日がアゼルバイジャン共和国軍創設記念日に制定された。

## 組織

### 三軍
アゼルバイジャン共和国軍は、陸軍、海軍、空軍の三軍種と国家（大統領）親衛隊から成る。
- アゼルバイジャン陸軍
- アゼルバイジャン空軍：防空軍を含む。
- アゼルバイジャン海軍
- アゼルバイジャン国家親衛隊

### 統制機構
- アゼルバイジャン国防省（英語版）
  - アゼルバイジャン共和国軍参謀本部

## 徴兵制度
職業制（志願制）への移行問題は進展しておらず、徴兵制度が施行されている。徴兵期間は、18ヶ月間（高等教育者は12ヶ月間）で、除隊後に3ヶ月間の補足訓練を受ける。

## 教育制度
アゼルバイジャン軍の将校の教育は、主としてバクーで行われている。その外、ゲイダル・アリエフ名称高等軍事学校、トルコのジャンダルマの支援により創設された教育センター「ガラ」でも行われている。軍医は、国防省医科アカデミーで教育される。
NATOの平和のためのパートナーシップの枠内において、ハンガリー、ルーマニア、パキスタン、アメリカ、トルコ等に留学生を派遣している。特殊部隊を含む専門家は、トルコの援助の下、西側方式で訓練されている。
また、戦闘機航空隊飛行士訓練センターが開校され、ウクライナ空軍の教官が訓練を実施している。

## 国際協力
1994年、平和のためのパートナーシップに加盟し、1996年に相互協力を規定する文書に署名した。2005年8月、イルハム・アリエフ大統領は、「NATOとアゼルバイジャンの個別的パートナーシップに関する行動計画」を承認した。NATOとの協力は、以下の3点に重点を置いている。
- 部隊統制の近代化（NATO標準の国防省、参謀本部、下級部隊）
- NATO標準による軍事法令の改正（軍事ドクトリン、国家安全保障の概念、操典）
- NATO標準の武器・機材の装備

その外、国連の平和維持活動のため、平和維持中隊が編成され、1993年9月以来、コソボ、アフガニスタン、イラクに部隊を派遣している。

## 準軍隊
- 内務省国内軍（国内軍を参照）
- 国家国境庁国境軍
- 非常事態省沿岸警備隊
- 国家保安省の特殊部隊
- アゼルバイジャン国防省（アゼルバイジャン語版）の特殊部隊